# Памятник петербургскому фотографу
Петербургский фотограф — бронзовый монумент на Малой Садовой улице в центре Санкт-Петербурга, установленный 25 января 2001 года по проекту Л. В. Домрачева и Б. А. Петрова. Представляет собой 2,5-метровую фигуру фотографа, который готовится к съёмке. Фотограф держит раскрытый зонтик, а под треногой, на которой установлен фотоаппарат, спрятался английский бульдог.
Место для элегантной скульптуры выбрано не случайно, именно на Малой Садовой, в доме № 3, с начала XX века и до 1930-х годов располагалось фотоателье знаменитой династии фотомастеров Булла. Их работы увековечили знаменитых политиков, учёных и художников, важнейшие события российской истории, шедевры Петербургской архитектуры (многие из которых уже утрачены и живут лишь на этих снимках). А в годы блокады на Малой Садовой были установлены фотовитрины, в которых еженедельно менялась фотохроника.
Желающие фотографируются по примете — взяв фотографа под правую руку. Для финансового благополучия с фотографом «мирятся» за мизинец.